# 長瀨愛
長瀨愛（1979年10月26日—）於千葉縣出生，是日本AV女優。
長瀨愛與朝河蘭並列個人企劃女優的鼻祖。從情色店被聘請轉拍AV，在獨立製片AV影片有大量的演出。初出道時藝名為ゆうか，身高145cm（椎間盤突出後以143cm）左右，身材嬌小，擅長腰部扭動。
長瀨愛的作品有少量是偶像系的有碼作品，無碼的作品也廣泛地演出。她因過量使用腰部變成為椎間盤突出，一度暫停演出。又曾在日本深夜電視節目的『マネーの虎』以女子高中生角色登場。
2002年起，長瀨愛和堤沙也加、桃井望、樹若菜三人組成偶像組合｢minx｣，但隨著桃井望身故而解散。

## 代表作品
- AV虎の穴 AV女優の作り方 長瀬愛（2000年12月26日、WANZFACTORY）
- Love、Day After Tomorrow 長瀬あい（2001年1月25日、GLAY'z）
- 新任女教師 君を犯したいスペシャル 輪姦伝説（2002年12月6日、IENERGY）…共演：堤沙也加、桃井望、樹若菜
- 龍縛監禁凌辱2 女子校生強制処女喪失（2003年8月8日、ATTACKERS）
- SDK-30 夢の競演　長瀬愛＆泉星香の超過激レズ